# Wes Anderson
Wesley Wales "Wes" Anderson, född 1 maj 1969 i Houston, Texas, är en amerikansk filmregissör och manusförfattare.
Wes Anderson slog igenom med filmen Rushmore 1998 men fick sitt stora publika genombrott med Royal Tenenbaums. Till sina tre första långfilmer skrev han filmmanus tillsammans med skådespelaren Owen Wilson. Life Aquatic skrevs dock tillsammans med Noah Baumbach och i The Darjeeling Limited står förutom Anderson även Roman Coppola och Jason Schwartzman för manus. 
Wes Anderson har Oscarnominerats flera gånger: Bästa originalmanus för Royal Tenenbaums (2001) och Moonrise Kingdom (2012), Bästa animerade film för Den fantastiska räven (2009) och Isle of Dogs (2018) och Bästa film, Bästa regi och Bästa originalmanus för The Grand Budapest Hotel (2014).

## Filmografi
- 1996 – Bottle Rocket (ursprungligen en kortfilm som sedan utvecklades till en långfilm)
- 1998 – Rushmore
- 2001 – Royal Tenenbaums
- 2004 – American Express: My Life, My Card (kortfilm)
- 2004 – Life Aquatic
- 2005 – The Squid and the Whale (endast producent)
- 2007 – Hotel Chevalier (kortfilm)
- 2007 – The Darjeeling Limited
- 2008 – Softbank (kortfilm)
- 2009 – Den fantastiska räven  (originaltitel: Fantastic Mr. Fox)
- 2010 – Stella Artois: Apartomatic (kortfilm)
- 2012 – Cousin Ben Troop Screening (kortfilm)
- 2012 – Moonrise Kingdom
- 2013 – Prada: Candy (kortfilm)
- 2013 – Castello Cavalcanti (kortfilm)
- 2014 – The Grand Budapest Hotel
- 2015 – She's Funny That Way (endast producent)
- 2016 – Come Together (kortfilm)
- 2018 – Isle of Dogs
- 2021 – The French Dispatch
- 2023 – Asteroid City
- 2023 – Den underbara historien om Henry Sugar (originaltitel: The Wonderful Story of Henry Sugar)
- 2023 – Råttfångaren (originaltitel: The Ratcatcher)
- 2025 – The Phoenician Scheme